# Municipio de Boca del Río
El municipio de Boca del Río es uno de los 212 municipios que conforman el estado de Veracruz, México; y pertenece a la  Región de Sotavento. Forma parte de la Zona Metropolitana de Veracruz, y su cabecera municipal es la localidad de Boca del Río.
El municipio, que se extiende por un área de más de 38 km², contaba, según el Censo de Población y Vivienda 2020, con una población de 144 550 habitantes. Colinda al norte con el municipio de Veracruz, al sur con el municipio de Alvarado, al este con el Golfo de México y al oeste con los municipios de Medellín y Veracruz.

## Demografía
En el año 2020 el municipio de Boca del Río tenía un total de 144 550 habitantes.
| Gráfica de evolución demográfica de Municipio de Boca del Río entre 2000 y 2020 |
|                                                                                 |
| [ 8 ]                                                                           |

### Localidades

Principales localidades.

En el municipio de Boca del Río se encuentran un total de 14 localidades, las principales son:
| Localidad          | Población |
| Total Municipio    | 138 058   |
| Veracruz           | 132 011   |
| Boca del Río       | 9 988     |
| Paso Colorado      | 981       |
| San José Novillero | 957       |

### Festividades
Una de las festividades más importantes de Boca del Río son las celebradas en el mes de julio en conmemoración a Nuestra Señora de Santa Ana. Dentro de estas fiestas destaca el filete relleno de mariscos más grande del mundo inscrito en los récords Guinness, y en el 2011 se esperaba obtener el récords Guinness por el torito (bebida hecha a base de frutas y licor) más grande del mundo.[cita requerida]